# Yoshikazu Nonomura
Yoshikazu Nonomura (jap. 野々村 芳和 Nonomura Yoshikazu; ur. 8 maja 1972) – były japoński piłkarz.
W marcu 2013 został prezesem japońskiego klubu Consadole Sapporo.

## Kariera klubowa
Od 1995 do 2001 roku występował w klubach JEF United Ichihara i Consadole Sapporo.